# Lidköpings tingsrätt
Lidköpings tingsrätt var en tingsrätt i Västra Götalands län. Domsaga omfattade kommunerna Essunga, Grästorp, Götene, Lidköping, Skara och Vara. Tingsrätten och dess domsaga ingick i domkretsen för Göta hovrätt. Tingsrätten hade kansli i Lidköping. År 2009 uppgick tingsrätten och domsagan i Skaraborgs tingsrätt och domsaga.

## Administrativ historik
Vid tingsrättsreformen 1971 bildades denna tingsrätt i Lidköping från häradsrätterna för Kinnefjärdings, Kinne och Kållands domsagas tingslag samt Skarabygdens domsagas  tingslag. Domkretsen bildades av dessa tingslag förutom området Vilska härad samt de delar i Kinne härad som ingick i Mariestads kommun. Från 1971 ingick i Lidköpings domsaga kommunerna Götene, Lidköping, Skara samt Kvänums kommun som 1974 uppgick i Vara kommun. 
1974 införlivades Vara tingsrätt och domsaga omfattade kommunerna Essunga, Grästorp och Vara.
Tingsrätten och domsagan uppgick 12 januari 2009 i Skaraborgs tingsrätt och domsaga.

## Lagmän
- 1971–1981: Per Karlberg
- 1981–1984: Bertil Hagman
- 1984–2008: Bo Rydstedt